# Pupella Maggio
Pour les articles homonymes, voir Maggio.
Pupella Maggio, de son vrai nom Giustina Maggio, née le 24 avril 1910 à Naples et morte le 8 décembre 1999 à Rome, est une actrice italienne.

## Biographie
Née dans la famille de Domenico Maggio et Antonietta Gravante, tous deux artistes de théâtre, Giustina fait son début sur les planches à l'âge de deux ans environ, dans le rôle de poupée de chiffon dans le spectacle d'Eduardo Scarpetta La Pupa mobile ce qui sera à l'origine de son nom de scène Pupella.
Morte d'une hémorragie intra-cérébrale, l'actrice est enterrée au cimetière Flaminio.

## Filmographie partielle
- 1959 : Sogno di una notte di mezza sbornia d'Eduardo De Filippo
- 1960 : Petites Femmes et Haute Finance de Camillo Mastrocinque : La belle-mère
- 1960 : Caravan Petrol de Mario Amendola
- 1968 : Il medico della mutua
- 1973 : Amarcord de Federico Fellini : Miranda (la maman)
- 1989 : Cinema Paradiso
- 1990 : Samedi, dimanche et lundi (Sabato, domenica e lunedì) de Lina Wertmüller

## Distinctions
Elle a reçu le Ruban d'argent de la meilleure actrice dans un second rôle en 1969 pour son rôle dans Il medico della mutua (1968).